# Новоолександрівська сільська рада (Великомихайлівський район)
Новоолекса́ндрівська сільська́ ра́да — колишня адміністративно-територіальна одиниця та орган місцевого самоврядування в Великомихайлівському районі Одеської області. Адміністративний центр — село Новоолександрівка.
У період 17 липня — 25 жовтня 2020 року належить до Роздільнянського району. Запланована дата ліквідації — 25 жовтня 2020 року.

## Загальні відомості
- Територія ради: 30 км²
- Населення ради: 599 осіб (станом на 2001 рік)

## Населені пункти
Сільській раді підпорядковані населені пункти:
- с. Новоолександрівка
- с. Нові Бутори

## Населення
За переписом населення 2001 року в селі мешкало 598 осіб.

### Мова
Розподіл населення за рідною мовою за даними перепису 2001 року:
| Мова       | Відсоток |
| ---------- | -------- |
| українська | 71,95 %  |
| молдовська | 26,21 %  |
| російська  | 1,67 %   |

## Склад ради
Рада складається з 12 депутатів та голови.
- Голова ради: Чабан Людмила Анатоліївна
- Секретар ради: Шаєр Віра Федорівна

### Керівний склад попередніх скликань
| Прізвище, ім'я, по батькові | Основні відомості                                                         | Дата обрання | Дата звільнення |
| --------------------------- | ------------------------------------------------------------------------- | ------------ | --------------- |
| Чебан Людмила Анатоліївна   | Сільський голова, 1972 року народження, позапартійна                      | 26.03.2006   | 31.10.2010      |
| Чабан Людмила Анатоліївна   | Сільський голова, 1972 року народження, освіта вища, член Партії регіонів | 31.10.2010   |                 |

Примітка: таблиця складена за даними сайту Верховної Ради України

### Депутати
За результатами місцевих виборів 2010 року депутатами ради стали:

#### За суб'єктами висування
| Суб'єкт висування | Кількість обраних депутатів | %    |
| ----------------- | --------------------------- | ---- |
| Самовисування     | 8                           | 66,7 |
| Партія регіонів   | 4                           | 33,3 |

#### За округами
| № округу        | Прізвище, ім'я, по батькові     | Дата визнання обраним | Освіта             | Партійна приналежність      | Відомості про обраного депутата                    |
| --------------- | ------------------------------- | --------------------- | ------------------ | --------------------------- | -------------------------------------------------- |
| Партія регіонів |                                 |                       |                    |                             |                                                    |
| 2               | Шаєр Віра Федорівна             | 02.11.2010            | середня спеціальна | член Партії регіонів        | Новоолександрівська сільська рада, секретар        |
| 5               | Попова Наталія Григорівна       | 02.11.2010            | середня            | член Партії регіонів        | тимчасово не працює                                |
| 7               | Колобишко Ольга Дем'янівна      | 02.11.2010            | середня спеціальна | позапартійна                | Новоолександрівська сільська рада, бухгалтер       |
| 11              | Боубатрин Марина Андріївна      | 02.11.2010            | середня            | позапартійна                | тимчасово не працює                                |
| Самовисування   |                                 |                       |                    |                             |                                                    |
| 1               | Бондаренко Віктор Григорович    | 02.11.2010            | середня            | член Народного Руху України | тимчасово не працює                                |
| 3               | Бондаренко Надія Іллівна        | 02.11.2010            | середня спеціальна | позапартійна                | , збирач молока                                    |
| 4               | Степанова Людмила Пилипівна     | 02.11.2010            | середня            | позапартійна                | Новоолександрівська загальноосвітня школа, вчитель |
| 6               | Бурмістру Наталія Василівна     | 02.11.2010            | середня            | позапартійна                | приватний підприємець                              |
| 8               | Затуливітер Світлана Сергіївна  | 02.11.2010            | вища               | позапартійна                | Новоолександрівська загальноосвітня школа, вчитель |
| 9               | Саінсус Володимир Володимирович | 02.11.2010            | середня            | позапартійний               | Новоолександрівська загальноосвітня школа, водій   |
| 10              | Анган Василь Михайлович         | 02.11.2010            | середня            | позапартійний               | тимчасово не працює                                |
| 12              | Мустяца Олександра Андріївна    | 02.11.2010            | середня            | позапартійна                | тимчасово не працює                                |